# Мустафа Левент Більген
Мустафа Левент Більген (тур. Mustafa Levent Bilgen, * 1966, Анкара) — турецький дипломат. Надзвичайний і Повноважний Посол Турецької Республіки в Україні (з 2023).

## Життєпис
Народився у 1966 році в Анкарі. Початкову та середню освіту отримав в Коледжі Турецької освітньої асоціації в Анкарі. Здобув ступінь бакалавра на факультеті менеджменту та ступінь магістра в галузі міжнародного бізнесу і транзакцій на факультеті гуманітарних і соціальних наук Університету Джорджа Мейсона в США.
З 1995 року перебуває на дипломатичній службі в Міністерстві закордонних справ Туреччини. З 2007 по 2009 роки був спеціальним радником Генерального секретаря Ради національної безпеки Туреччини Тахсіна Бурджуоглу.
Мустафа Більген також працював у Канаді та в США, де у 2009—2011 роках був генеральним консулом-засновником у Торонто та у 2011-2014 роках – генеральним консулом у Нью-Йорку.
З 2014 до 2016 року був послом в Об'єднаних Арабських Еміратах.
З 2017 року на посаді радника Державного департаменту Туреччини, а у 2018—2019 роках — радник декомунізаційної комісії Палати представників із закордонних справ.
З 14 вересня 2023 року Мустафа Більген є Надзвичайним і Повноважним Послом Турецької Республіки в Україні.
17 жовтня 2023 року вручив копії вірчих грамот заступнику міністра закордонних справ України Євгену Перебийносу. 10 листопада того ж року вручив вірчі грамоти Президенту України Володимиру Зеленському.